# Председатель Национальной ассамблеи Таиланда
Председатель Национальной ассамблеи Таиланда (тайск. ประธานรัฐสภา) является председателем (спикером) Национальной ассамблеи Таиланда. Начиная с 1997 года эту должность занимает тот же человек, который является спикером Палаты представителей Таиланда. Таким образом, председатель является депутатом, обычно от партии большинства в Палате представителей . Председатель избирается в начале сессии Палаты представителей, сразу же после выборов. После завершения государственного переворота в 2014 году функция законодательного органа была передана Национальной законодательной ассамблее Таиланда, председатель которой одновременно является председателем и Национальной ассамблеи .
Офис Председателя Национальной ассамблеи впервые был организован в 1932 году, вместе с созданием первого законодательного органа Таиланда. Первым, председателем Народной ассамблеи Сиама был Чаопрайя Тхаммасакмонтри.

## Полномочия и функции

### Как председателя
Председатель, помимо того, что при совместном заседании Национальной ассамблеи, он выполняет роль председателя, также является главным представителем и лидером законодательного органа в Таиланде. В конституции 2007 года (утратила силу с принятем Конституции 2017 года) Председателю Национальной ассамблеи выделяется много полномочий. Председателю помогает заместитель, который в свою очередь является председателем Сената Таиланда .
- Подтверждение назначения монарха, отстранение Председателя Тайного совета и регента Таиланда.
- Подтверждение королевских приказов для внесения правок в закон о престолонаследии [5].
- Приглашение наследника подняться на королевский трон.
- Просить Монарха созвать внеочередную сессию Ассамблеи.
- Гарантировать регистрацию всех голосов в Ассамблее.

### Как спикера
Спикер Палаты представителей является ее председателем. Спикеру также доверены некоторые законодательные полномочия, поскольку его основная роль заключается в обеспечении соблюдения всего законодательного процесса. Спикеру помогают два заместителя. Спикер должен во всем действовать беспристрастно, поэтому не может быть членом исполнительного комитета политической партии. Это правило также относится к его заместителям .
- Создание списка депутатов путем публикации в "Королевском вестнике"
- Официальное представление королю избранного премьер-министра, и заверение его назначения.
- Заверение назначения короля лидером оппозиция.
- Является членом избирательного комитета для:
  - Судей Конституционного суда
  - Избирательной комиссии Таиланда
  - Бюро омбудсмена
  - Национального антикоррупционного комитета

## Список председателей
Примечание. Согласно Конституции Таиланда 2017 года, должность председателя Национальной ассамблеи Таиланда занимает председатель Палаты представителей. Однако на протяжении всей длительной конституционной истории Таиланда это не всегда было так. В определённые периоды должность председателя законодательной власти иногда занимал председательствующий в Сенате или в другом новообразованном законодательном органе.
| No.  | Портрет           | Имя (Годы жизни)                                            | Время в должности   | Время в должности                                   | Партия | Партия                           | Позиция                                             |
| No.  | Портрет           | Имя (Годы жизни)                                            | Вступил в должность | Покинул должность                                   | Партия | Партия                           | Позиция                                             |
| ---- | ----------------- | ----------------------------------------------------------- | ------------------- | --------------------------------------------------- | ------ | -------------------------------- | --------------------------------------------------- |
| 1    |                   | Чаопрайя Тхаммасакмонтри เจ้าพระยาธรรมศักดิ์มนตรี (1877–1943)    | 28 июня 1932        | 1 сентября 1932                                     |        | Независимый                      | Председатель Народной ассамблеи                     |
| 2    |                   | Чаопрайя Пхичайят เจ้าพระยาพิชัยญาติ (1875–1946)                | 2 сентября 1932     | 10 декабря 1933                                     |        | Независимый                      | Председатель Народной ассамблеи                     |
| (1)  |                   | Чаопрайя Тхаммасакмонтри เจ้าพระยาธรรมศักดิ์มนตรี (1877–1943)    | 15 декабря 1933     | 26 февраля 1934                                     |        | Независимый                      | Председатель Народной ассамблеи                     |
| 3    |                   | Прайя Сораютхасени พระยาศรยุทธเสนี (1888–1962)                | 26 февраля 1934     | 22 сентября 1934                                    |        | Кхана Ратсадон                   | Председатель Народной ассамблеи                     |
| 4    |                   | Чаопрайя Сри Тамматибет เจ้าพระยาศรีธรรมาธิเบศ (1885–1976)     | 22 сентября 1934    | 22 июля 1936                                        |        | Независимый                      | Председатель Народной ассамблеи                     |
| 5    |                   | Прайя Манваратчасеви พระยามานวราชเสวี (1890–1984)            | 3 августа 1936      | 24 июня 1943                                        |        | Независимый                      | Председатель Народной ассамблеи                     |
| (3)  |                   | Прайя Сораютхасени พระยาศรยุทธเสนี (1888–1962)                | 6 июля 1943         | 24 июня 1944                                        |        | Кхана Ратсадон                   | Председатель Народной ассамблеи                     |
| (5)  |                   | Прайя Манваратчасеви พระยามานวราชเสวี (1890–1984)            | 2 июля 1944         | 15 октября 1945                                     |        | Независимый                      | Председатель Народной ассамблеи                     |
| 6    |                   | Вилас Осатанон วิลาศ โอสถานนท์ (1899–1997)                    | 4 июня 1946         | 24 августа 1946                                     |        | Кхана Ратсадон                   | Председатель Сената                                 |
| (3)  |                   | Прайя Сораютхасени พระยาศรยุทธเสนี (1888–1962)                | 31 August 1946      | 29 November 1951                                    |        | Кхана Ратсадон                   | Председатель Сената                                 |
| 7    |                   | Пхра Прачонпачанук พระประจนปัจจนึก (1892–1970)                | 1 декабря 1951      | 16 сентября 1957                                    |        | Независимый                      | Председатель Палаты представителей                  |
| 8    |                   | Луанг Суттисанроннакон หลวงสุทธิสารรณกร (1901–1968)           | 20 сентября 1957    | 14 декабря 1957                                     |        | Независимый                      | Председатель Палаты представителей                  |
| (7)  |                   | Пхра Прачонпачанук พระประจนปัจจนึก (1892–1970)                | 27 декабря 1957     | 20 октября 1958                                     |        | Независимый                      | Председатель Палаты представителей                  |
| (8)  |                   | Луанг Суттисанроннакон หลวงสุทธิสารรณกร (1901–1968)           | 6 февраля 1959      | 2 мая 1968                                          |        | Независимый                      | Председатель Конституционной ассамблеи              |
| 9    |                   | Тави Бунъякет ทวี บุณยเกตุ (1904–1971)                         | 8 мая 1968          | 20 июня 1968                                        |        | Независимый                      | Председатель Конституционной ассамблеи              |
| 10   |                   | Най Форкарнбанча นายวรการบัญชา (1903–1974)                   | 22 июля 1968        | 17 ноября 1971                                      |        | Независимый                      | Председатель Сената                                 |
| 11   |                   | Сири Сириётин ศิริ สิริโยธิน (1915–1979)                         | 18 декабря 1972     | 11 декабря 1973                                     |        | Независимый                      | Председатель Национальной законодательной ассамблеи |
| 12   |                   | Кыкрит Прамот คึกฤทธิ์ ปราโมช (1911–1995)                      | 29 декабря 1973     | 7 октября 1974                                      |        | Независимый                      | Председатель Национальной законодательной ассамблеи |
| 13   |                   | Прафас Очай ประภาศน์ อวยชัย (1924–2017)                       | 17 октября 1974     | 25 января 1975                                      |        | Независимый                      | Председатель Национальной законодательной ассамблеи |
| 14   |                   | Прасит Канчанават ประสิทธิ์ กาญจนวัฒน์ (1915–1999)               | 7 февраля 1975      | 12 января 1976                                      |        | Социальный националист           | Председатель Палаты председателей                   |
| 15   |                   | Утай Пимджаичон อุทัย พิมพ์ใจชน (род. 1938)                     | 19 апреля 1976      | 6 октября 1976                                      |        | Демократическая партия           | Председатель Палаты председателей                   |
| 16   |                   | Камол Дечатунгка กมล เดชะตุงคะ (1917–2002)                   | 22 октября 1976     | 20 ноября 1976                                      |        | Независимый                      | Председатель Ассамблеи национальных реформ          |
| 17   |                   | Харин Хонсакул หะริน หงสกุล (1914–2008)                       | 28 ноября 1976      | 20 октября 1977                                     |        | Независимый                      | Председатель Ассамблеи национальных реформ          |
| 17   | 25 ноября 1977    | Харин Хонсакул หะริน หงสกุล (1914–2008)                       | 20 апреля 1979      | Председатель Национальной законодательной ассамблеи |        | Независимый                      |                                                     |
| 17   | 9 мая 1979        | Харин Хонсакул หะริน หงสกุล (1914–2008)                       | 19 марта 1983       | Председатель Сената                                 |        | Независимый                      |                                                     |
| 18   |                   | Чарубуд Руангсуван จารุบุตร เรืองสุวรรณ (1920–1984)             | 26 апреля 1983      | 19 марта 1984                                       |        | Независимый                      | Председатель Сената                                 |
| 19   |                   | Укрит Монгколнавин อุกฤษ มงคลนาวิน (род. 1933)                | 30 апреля 1984      | 21 апреля 1989                                      |        | Независимый                      | Председатель Сената                                 |
| 20   |                   | Ван Чансуи วรรณ ชันซื่อ (1923–2015)                            | 4 мая 1989          | 23 февраля 1991                                     |        | Независимый                      | Председатель Сената                                 |
| (19) |                   | Укрит Монгколнавин อุกฤษ มงคลนาวิน (род. 1933)                | 2 апреля 1991       | 21 марта 1992                                       |        | Независимый                      | Председатель Национальной законодательной ассамблеи |
| (19) | 3 апреля 1992     | Укрит Монгколнавин อุกฤษ มงคลนาวิน (род. 1933)                | 26 мая 1992         | Председатель Сената                                 |        | Независимый                      |                                                     |
| 21   |                   | Мичай Ручупхан มีชัย ฤชุพันธุ์ (род. 1938)                        | 28 июня 1992        | 29 июня 1992                                        |        | Независимый                      | Председатель Сената                                 |
| 22   |                   | Марут Буннаг มารุต บุนนาค (1924–2022)                         | 22 сентября 1992    | 19 мая 1995                                         |        | Демократическая партия           | Председатель Палаты председателей                   |
| 23   |                   | Буунео Прасертсуван บุญเอื้อ ประเสริฐสุวรรณ (1919–2016)          | 11 июля 1995        | 27 сентября 1996                                    |        | Тайская народная партия          | Председатель Палаты председателей                   |
| 24   |                   | Ван Мухаммад Нур Матха วันมูหะมัดนอร์ มะทา (род. 1944)          | 24 ноября 1996      | 27 июня 2000                                        |        | Партия новой надежды             | Председатель Палаты председателей                   |
| 25   |                   | Бхичай Раттакул พิชัย รัตตกุล (1924–2022)                       | 30 июня 2000        | 9 ноября 2000                                       |        | Демократическая партия           | Председатель Палаты председателей                   |
| (15) |                   | Утай Пимджаичон อุทัย พิมพ์ใจชน (род. 1938)                     | 6 февраля 2001      | 5 января 2005                                       |        | Тай Рак Тай                      | Председатель Палаты председателей                   |
| 26   |                   | Покин Палакул โภคิน พลกุล (род. 1952)                         | 6 января 2005       | 24 февраля 2006                                     |        | Тай Рак Тай                      | Председатель Палаты председателей                   |
| (21) |                   | Мичай Ручупхан มีชัย ฤชุพันธุ์ (род. 1938)                        | 11 октября 2006     | 20 января 2008                                      |        | Независимый                      | Председатель Национальной законодательной ассамблеи |
| 27   |                   | Йонгют Тияпайрат ยงยุทธ ติยะไพรัช (род. 1961)                  | 28 января 2008      | 30 апреля 2008                                      |        | Партия народной власти           | Председатель Палаты председателей                   |
| —    |                   | Прасопсук Бундеч ประสพสุข บุญเดช (род. 1945) Acting           | 19 марта 2008       | 15 мая 2008                                         |        | Независимый                      | Председатель Сената                                 |
| 28   |                   | Чаи Читчоб ชัย ชิดชอบ (1928–2020)                             | 15 мая 2008         | 10 мая 2011                                         |        | Партия народной власти (до 2008) | Председатель Палаты председателей                   |
| 28   | Бумяжтай (с 2008) | Чаи Читчоб ชัย ชิดชอบ (1928–2020)                             | 15 мая 2008         | 10 мая 2011                                         |        |                                  | Председатель Палаты председателей                   |
| —    |                   | Тирадей Мипиен ธีรเดช มีเพียร (род. 1940) (и. о.)              | 10 мая 2011         | 3 августа 2011                                      |        | Независимый                      | Председатель Сената                                 |
| 29   |                   | Сомсак Киацуранонт สมศักดิ์ เกียรติสุรนนท์ (род. 1954)             | 3 августа 2011      | 9 декабря 2013                                      |        | Пхыа Тхаи                        | Председатель Палаты председателей                   |
| —    |                   | Сурачай Лэнгбунлеодчай สุรชัย เลี้ยงบุญเลิศชัย (born 1953) (и. о.) | 21 марта 2014       | 24 мая 2014                                         |        | Независимый                      | Председатель Сената                                 |
| 30   |                   | Порнпетч Вичитхолчай พรเพชร วิชิตชลชัย (род. 1948)             | 17 августа 2014     | 21 мая 2019                                         |        | Независимый                      | Председатель Национальной законодательной ассамблеи |
| 31   |                   | Чуан Ликпай ชวน หลีกภัย (род. 1938)                           | 28 мая 2019         | 20 марта 2023                                       |        | Демократическая партия           | Председатель Палаты председателей                   |
| (30) |                   | Порнпетч Вичитхолчай พรเพชร วิชิตชลชัย (род. 1948) (и. о.)     | 20 марта 2023       | 5 июля 2023                                         |        | Независимый                      | Председатель Сената                                 |
| (24) |                   | Ван Мухаммад Нур Матха วันมูหะมัดนอร์ มะทา (род. 1944)          | 5 июля 2023         | в должности                                         |        | Прашарат                         | Председатель Палаты председателей                   |